# Sekswerkersrechten

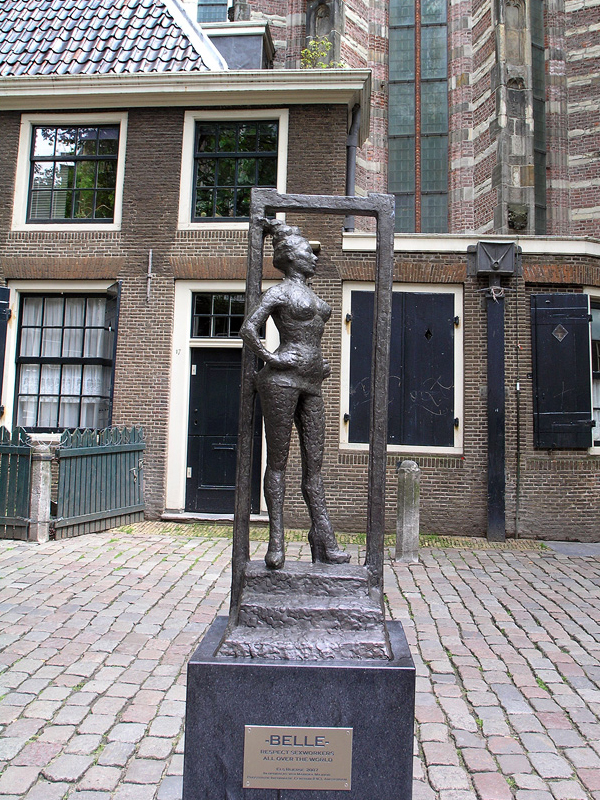
Bronzen standbeeld Belle op de De Wallen bij de Oude Kerk in Amsterdam. Het werd op initiatief van Mariska Majoor in maart 2007 onthuld met het opschrift "Respect sex workers all over the world".

Sekswerkersrechten is een verzamelterm voor een breed scala aan mensenrechten, waaronder het recht op gezondheid en arbeidsrechten, voor sekswerkers en hun cliënten. Deze worden opgeëist door individuen en organisaties over de hele wereld en soms (gedeeltelijk) erkend door overheden. De doelstellingen van de sekswerkersrechtenbeweging zijn divers, maar over het algemeen streven zij naar de decriminalisering en destigmatisering van sekswerk en voor een waarborging van eerlijke behandeling door wettelijke en culturele actoren op lokaal en internationaal niveau voor alle mensen in de seksindustrie.

## Definitie
De term 'sekswerk' verwijst voornamelijk naar prostitutie, maar omvat ook pornofilms, sekslijnen, webcamwerk, striptease, (paal)dansen in een nachtclub en andere seksgerelateerde diensten. Sommigen hanteren een bredere definitie van de term, waarbij ook "ondersteunend personeel" zoals managers, tussenpersonen, cameramensen, uitsmijters bij stripclubs enzovoort onder 'sekswerk' vallen. Het debat over sekswerk wordt vaak als een vrouwenrechtenkwestie beschouwd, vooral door degenen die stellen dat prostitutie inherent onderdrukkend is en het willen verbieden of verboden houden, maar er zijn ook veel mannelijke of non-binaire sekswerkers die belang hebben bij sekswerkersrechten. De meeste sekswerkers willen niet dat zij als criminelen worden gezien en menen dat wetten tegen prostitutie, pornografie en andere onderdelen van de seksindustrie hun rechten schenden. Dit zou velen van hen namelijk dwingen om illegaal te werken, wat extra juridische, financiële, veiligheids- en gezondheidsrisico's met zich meebrengt.

De rode paraplu is het meest herkenbare symbool van sekswerkersrechten geworden.

Sinds sekswerkers in 2001 op de 49e Biënnale van Venetië rode paraplu's gebruikten, is de rode paraplu internationaal het meest herkenbare symbool van sekswerkersrechten geworden.

## Organisaties
In Nederland behartigen onder meer de organisaties PROUD (opvolger van De Rode Draad, 1985–2012), Soa AIDS Nederland en Red Light United (specifiek voor raamwerkers op De Wallen) de rechten van sekswerkers. In België zijn dat onder andere UTSOPI (landelijk), Violett (waaronder Ghapro vzw en Pasop vzw; Vlaanderen en Brussel), Espace P (Wallonië en Brussel) en Icar (Wallonië); Alias (Brussel) en Boysproject (Antwerpen) richten zich specifiek op mannelijke en trans sekswerkers. TAMPEP, met het hoofdkantoor in Amsterdam, richt zich met name op de medische rechten en belangen van migrantensekswerkers in heel Europa. De European Sex Workers' Rights Alliance (ESWA) is de grootste koepelorganisatie voor sekswerkersrechten in Europa en Centraal-Azië, gevestigd in Amsterdam. Aldaar publiceerden de oprichters op 15 februari 1985 – tijdens het eerste Wereldhoerencongres – het World Charter for Prostitutes' Rights.
Bijna alle sekswerkersorganisaties over de hele wereld zijn voorstander van de decriminalisering van sekswerk en meestal is dat ook hun hoofddoel.

## Wetgeving

### België
Met ingang van 1 juni 2022 werd het sekswerk uit het strafrecht gelicht. "Concreet betekent het dat zelfstandige sekswerkers nu volledig legaal te werk kunnen gaan. Voor de sekswerker-werknemer moeten we wel nog een stap zetten", aldus minister Van Quickenborne.

## Verder lezen
- Mariska Majoor, United Under a Red Umbrella: Sex work around the world (2018). ISBN 978-9081023832